# Kilonova
Een kilonova (macronova of r-proces supernova) is een voorbijgaande astronomische gebeurtenis die zich voordoet in een compact binair systeem wanneer twee neutronensterren of een neutronenster en een zwart gat in elkaar opgaan. Kilonovae worden gedacht korte gammaflitsen en sterke elektromagnetische straling uit te zenden door het radioactief verval van zware r-proces kernen die tijdens het fusieproces  vrij isotropisch worden geproduceerd en uitgeworpen.
De eerste kilonova werd waargenomen in 2013 met behulp van de ruimtetelescoop Hubble.

## Theorie
Het orbitaal verval en het samenvoegen van twee compacte objecten zijn een sterke bron van zwaartekrachtgolven (GW/ZKG). Kilonovae worden gezien als de oorsprong van korte gammaflitsen (GF/GRB) en de belangrijkste bron van bepaalde stabiele zware atoomkernen in het heelal. Deze elementen zouden tijdens de botsing door middel van snelle neutronenvangst, het zgn. r-proces, gevormd worden. De term kilonova werd in 2010 geïntroduceerd door Metzger et al. voor het karakteriseren van de helderheid, waarvan zij aantoonden dat deze een maximum van 1000 keer die van een klassieke nova bereikte. Het basismodel voor neutronensterrenfusies werd geïntroduceerd door Li-Xin Li en Bohdan Paczyński in 1998.

## Observaties

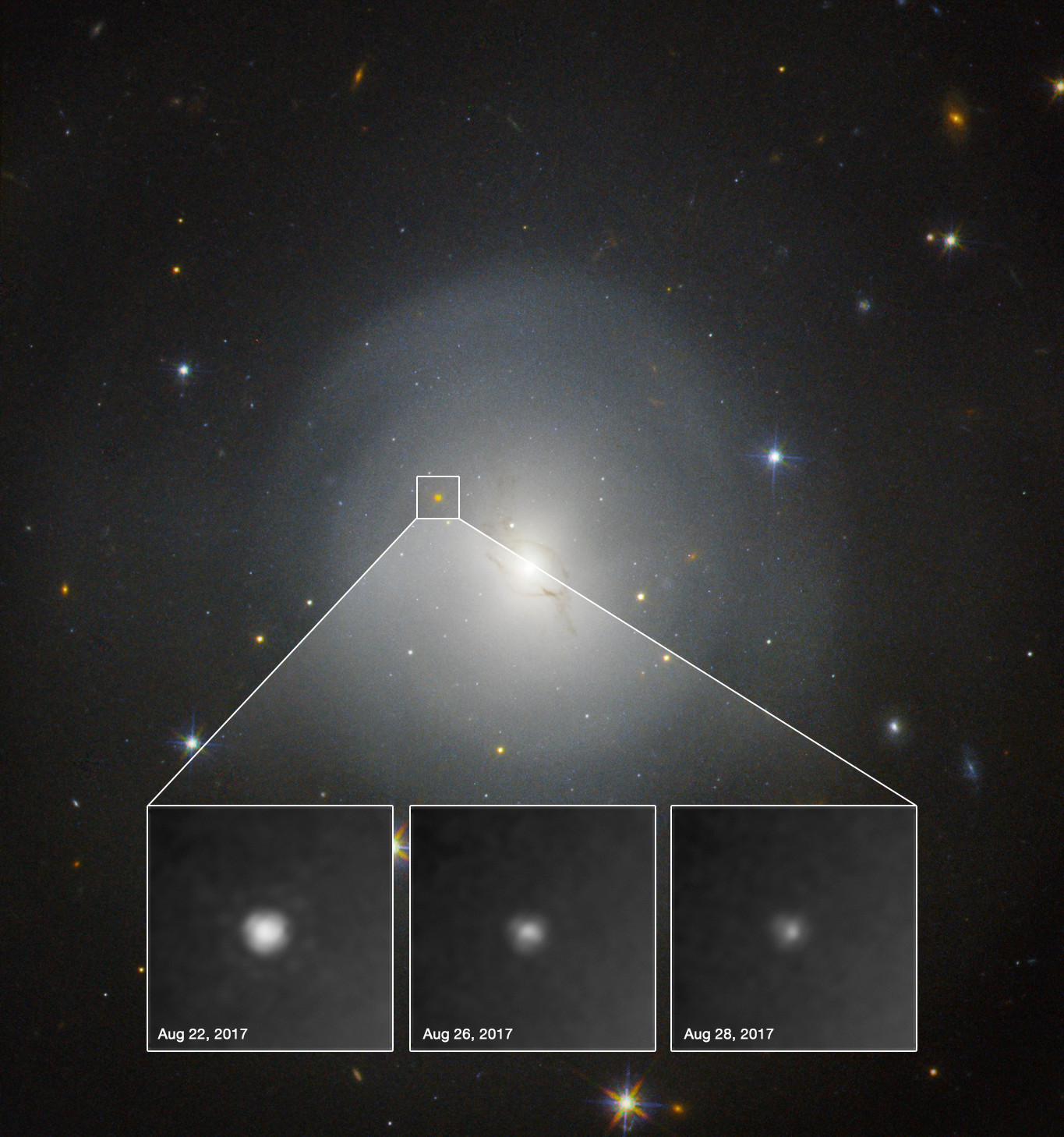
Eerste kilonovawaarnemingen van Hubble.

De eerste duidelijke detectie van een kilonova was in 2013, in samenhang met de kortdurende gammaflitsuitbarsting GRB 130603B, waar de zwakke infrarode emissie van de verre kilonova werd gedetecteerd met behulp van de ruimtetelescoop Hubble.
Op 16 oktober 2017 werd door het samenwerkingsverband van LIGO en Virgo de eerste gelijktijdige detectie van zwaartekrachtgolven (GW170817) en elektromagnetische straling (GRB 170817A, SSS17a) in meerdere golflengtegebieden aangekondigd, en werd aangetoond dat de bron een kilonova was, veroorzaakt door een binaire neutronensterrenfusie. Na deze korte GRB werd wekenlang in het optische elektromagnetische spectrum een nagloed waargenomen (OP 2017gfo) gelegen in een relatief nabijgelegen sterrenstelsel, NGC 4993.

## Referentie
- Dit artikel of een eerdere versie ervan is een (gedeeltelijke) vertaling van het artikel Kilonova op de Engelstalige Wikipedia, dat onder de licentie Creative Commons Naamsvermelding/Gelijk delen valt. Zie de bewerkingsgeschiedenis aldaar.